# Grevillea maherae
Grevillea maherae là một loài thực vật có hoa trong họ Quắn hoa. Loài này được Makinson & M.D.Barrett mô tả khoa học đầu tiên năm 2000.